# Sporthochseeschifferzeugnis
Das Sporthochseeschifferzeugnis war ein amtliches nautisches Befähigungszeugnis, das zum gewerblichen Führen von Sportbooten auf allen Seegebieten vorgeschrieben war. Der Sporthochseeschifferzeugnis konnte im Gegensatz zum ähnlichen C-Schein des Deutschen Segler-Verbands wie das Sportseeschifferzeugnis nur an Seefahrtsschulen erworben werden.
Das Sporthochseeschifferzeugnis wurde am 1. Januar 1994 durch den Sporthochseeschifferschein ersetzt. Eine einfache Umschreibung ist jedoch nicht möglich. Inhaber des Sporthochseeschifferzeugnis müssen für den Erhalt des Sporthochseeschifferscheines  1.000 Seemeilen Erfahrungsseefahrt nach dem Erteilen des Zeugnis nachweisen.